# دينيس دامور
دينيس دامور هو عازف قيثارة وموسيقي وملحن كندي، ولد في 24 سبتمبر 1959 في ساغينيه في كندا، وتوفي في 26 أغسطس 2005 في مونتريال في كندا بسبب سرطان القولون.

## وصلات خارجية
- دينيس دامور على موقع IMDb (الإنجليزية)
- دينيس دامور على موقع ميوزك برينز (الإنجليزية)
- دينيس دامور على موقع أول ميوزيك (الإنجليزية)
- دينيس دامور على موقع ديسكوغز (الإنجليزية)
- دينيس دامور على موقع ديسكوغز (الإنجليزية)